# Тор Торвальдсен
Тор Торвальдсен (норв. Thor Thorvaldsen, 31 травня 1909 — 30 червня 1987) — норвезький яхтсмен.
Олімпійський чемпіон 1948 (Дракон), 1952 (Дракон) років, учасник 1956 року.